# 벌집

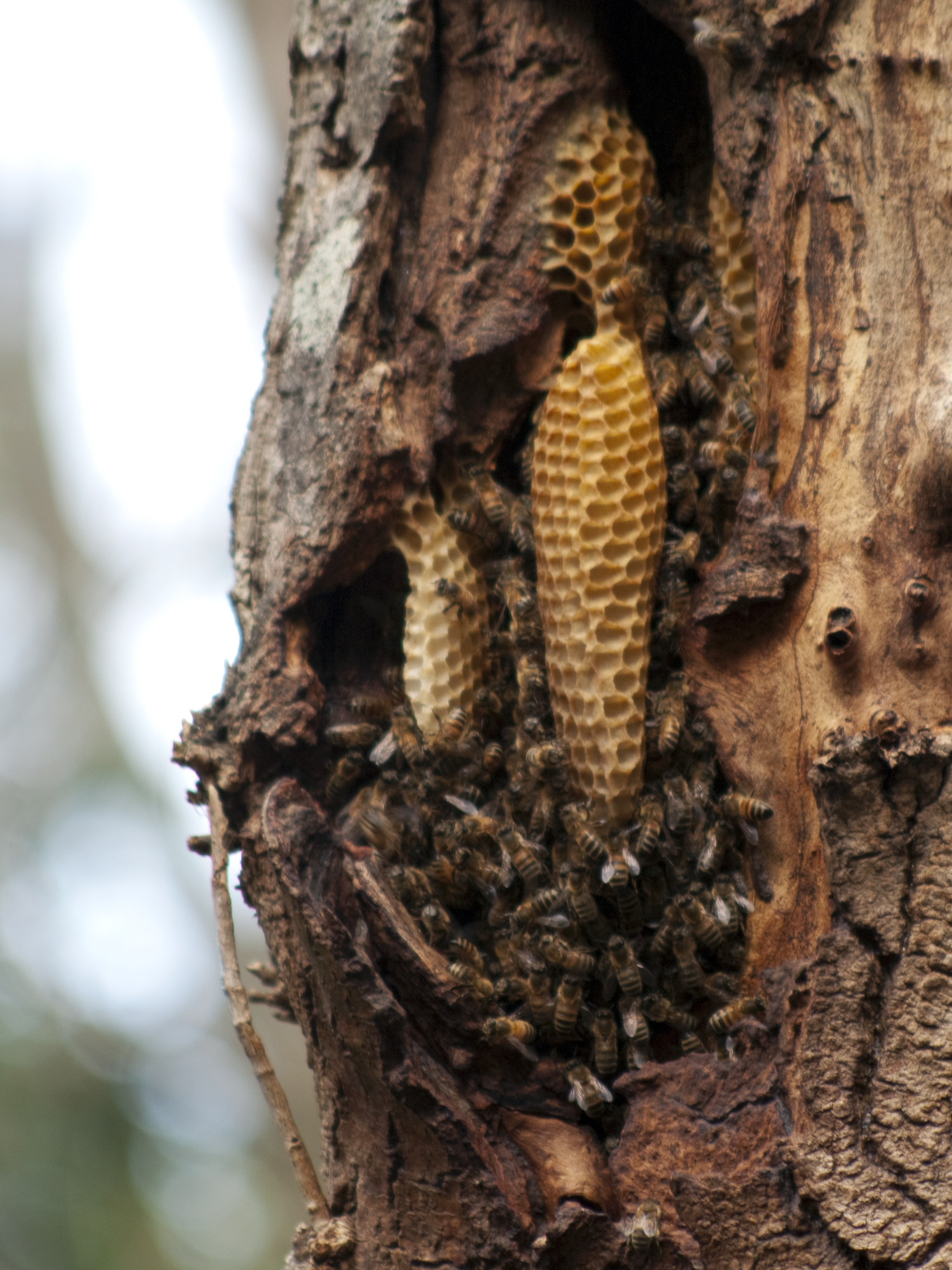
천연 벌집

벌집(영어: honeycomb 허니콤[*]) 또는 꿀집은 여러 종류의 벌이 살고 새끼를 기르는 둘러 싸인 구조체이다. 천연 벌은 밀랍으로 구성된 육각형 방으로 나뉜 둥근 모양의 벌집을 짓는 반면 가축으로 길들여진 꿀벌은 벌통의 내부 면을 활용하여 벌집을 짓는다. 이러한 방들 안에 새끼를 키우고 꿀을 저장한다.
벌집에는 곰팡이, 바이러스, 세균 등이 함부로 침투할 수 없다. 이는 바로 "자연의 페니실린"이라고 불리는 프로폴리스라는 치유 물질 때문이다. 벌들은 이 프로폴리스를 벌집으로 물어와 타액과 효소를 혼합하여 벌집 입구와 바깥벽에 발라 벌집 내부를 언제나 청결한 상태로 유지한다.

## 벌집의 종류
무척추동물 중 가장 정교한 집을 짓는 것은 벌 종류이다. 벌에는 많은 종류가 알려져 있으며, 벌집에 대해서도 현재 많이 알려져 있다. 기본적으로 벌집은 유충을 기르기 위한 육아실이다. 단순한 경우의 벌집은 기존의 구조물을 이용하여 만들어진다.  예를 들어, 광개미벌은 길앞잡이의 유충을 독침으로 찔러 마비시키고 알을 낳는다. 그리고 마비시킨 길앞잡이의 유충을 그의 집으로 운반한 다음 구멍 입구를 흙으로 막아버리면, 알에서 부화한 벌의 유충은 길앞잡이의 유충을 먹고 자란다.  나나니붙이는 구경(口經)이 작은 참대 속에 진흙으로 칸막이를 만들고 방으로 삼는다. 그 방에는 부화된 유충의 먹이로서 마비된 거미가 넣어지는데, 거미 하나에 알을 하나 낳는다. 이 같은 방이 몇 개나 만들어져 마지막으로 대롱의 입구가 진흙으로 막히면 집이 완성된다. 이러한 형식의 집을 만드는 벌의 종류는 많다.  큰대모벌 등 많은 대모벌류는 거미를 잡아 독침으로 마비시킨 다음 마음에 드는 장소까지 운반하여 땅에 굴을 판 후 거미를 굴 속에 넣고 알을 낳은 다음 입구를 흙으로 막아버린다. 나나니벌은 먼저 적당한 장소의 땅에 구멍을 판 후, 나비나 나방의 유충을 사냥해다가 거기에 산란하는데 자기의 유충을 위한 먹이, 즉 나비나 나방의 유충이 넉넉할 만큼 운반되면 구멍 입구를 흙으로 막는다. 이보다 더욱 진보된 형식으로는 흙으로 단지 또는 병 모양의 벌집을 만드는 경우가 있는데, 애호리병벌류와 대모벌류에서 볼 수 있다. 또 나나니과의 노란허리나나니도 진흙으로 병 모양의 집을 만든다. 대모벌과의 벌은 진흙을 바를 때 배의 앞끝을 사용하나, 애호리병벌과 노란허리나나니의 경우는 턱이 도구가 된다.  벌집의 재료로는 흙이 많이 이용되며, 참대나 목재 등의 식물질도 이용된다. 벌이 목재를 이용하여 집을 지을 경우는 하늘소 등이 뚫어 놓은 구멍을 그대로 이용하는 일이 많으나, 어리호박벌과 같이 적극적으로 목재에 구멍을 뚫어 집을 만드는 종류도 있다. 또 가위벌류는 식물의 잎을 원형·타원형으펀 자른 것을 여러 겹으로 포개서 집을 만든다. 한편, 왕가위벌은 참대 속에 나무의 송진으로 칸막이벽을 만들어 집으로 사용한다.  애호리병벌은 집을 완성시키면 먼저 알을 벌집의 내부에 매단 후 먹이를 운반한다. 이러한 방법은 나나니 등이 먼저 먹이를 사냥한 다음 알을 낳는 방법보다도 진화된 것이라고 할 수 있다.

## 같이 보기
- 벌꿀
- 꿀벌
- 벌통